# Груське
Груське (пол. Hruskie) — село в Польщі, у гміні Штабін Августівського повіту Підляського воєводства.
Населення — 77 осіб (2011).
У 1975-1998 роках село належало до Сувальського воєводства.

## Демографія
Демографічна структура станом на 31 березня 2011 року:
|          | Загалом | Допрацездатний вік | Працездатний вік | Постпрацездатний вік |
| -------- | ------- | ------------------ | ---------------- | -------------------- |
| Чоловіки | 41      | 3                  | 32               | 6                    |
| Жінки    | 36      | 7                  | 14               | 15                   |
| Разом    | 77      | 10                 | 46               | 21                   |